# Марија, Краљица мира
Maria, Königin des Friedens (срп. Марија, Краљица мира) јесте хришћанска ходочасничка црква и парохија у Невигесу, делу Фелберта, у Северној Рајни-Вестфалији, Немачка. Ходочашће датира из 1676. године. У Невигесу се од 1675. до краја 2019. године налазио фрањевачки самостан. Црква посвећена Безгрешном зачећу из 1728. године постала је премала за све већи број ходочасника у 20. веку.
Инспирисан Другим ватиканским концилом, кардинал Јозеф Фрингс из Келна био је отворен за изградњу радикалне нове црквене грађевине. Готфрид Бем је пројектовао зграду у бруталистичком стилу, која је добила кардиналово одобрење. Освећена је 1968. године и постала је позната и као Мариендом (Mariendom) и Валфартсдом (Wallfahrtsdom). То је друга највећа црква у Келнској надбискупији, после Келнске катедрале. Такође је друга највећа црква северно од Алпа. Бетонска структура са неправилним кровом и унутрашњошћу налик на форум постала је карактеристично дело архитекте и сматра се једном од најважнијих „просторних креација” у архитектури 20. века.

## Историја ходочашћа
Место ходочашћа у Невигес настало је након указања Богородице фрањевачком фрату Антонијусу Ширлију 1676. године. Он је свакодневно молио пред малом сликом Богородице, када је чуо глас који је рекао: „Одведи ме у Харденберг, желим да ме тамо поштују!” (Bring mich nach Hardenberg, da will ich verehrt sein!). Ширли је предао слику Богородице капели у Харденберг-Невигесу. Године 1681, Фердинанд фон Фирстенберг (1626–1683), који је био тешко болестан и оздравио, отишао је на ходочашће захвалности у Невигес. То је био почетак ходочашћа. Године 1688, генерални викар Келнске надбискупије званично је одобрио ходочашће, посвећено Безгрешном зачећу Богородице. То је била изразито контрареформацијска посвета у претежно протестантском подручју.
У Невигесу се од 1675. године налазио фрањевачки самостан, који је управљао ходочашћем до краја 2019. године. Мала нова парохијска црква посвећена је Безгрешном зачећу 1728. године. Постала је премала за све већи број верника, па је након Првог светског рата направљено неколико планова за нову цркву, али нису реализовани. После Другог светског рата, годишње је долазило 300.000 ходочасника, понекад и 10.000 у једној недељи. Била је потребна већа црква.

## Црква
Надбискуп Келна, кардинал Јозеф Фрингс, присуствовао је Другом ватиканском концилу, на којем су развијени концепти о учешћу заједнице у литургији. Покушао је да уведе те идеје у своју надбискупију и видео је прилику за радикалну другачију цркву која би остварила нови приступ и била довољно велика да прими многе ходочаснике.
Готфрид Бем, архитекта многих цркава, пројектовао је цркву за локацију у Невигесу 1963. године и учествовао на међународном конкурсу као један од 17 архитеката. Није победио у првом кругу. Кардинал Фрингс био је разочаран резултатом конкурса. Бем је представио ревидирани модел кардиналу, који је тада био скоро слеп, али је могао да доживи модел додиром и на крају га је подржао. Бем је добио наруџбину у јуну 1964. године, а изградња је почела 1966. године. Црква је освећена 22. маја 1968. године. Она је, после Келнске катедрале, друга највећа црква у надбискупији, са простором за 6.000 посетилаца.
Црква је бетонска грађевина у бруталистичком стилу, са бетонским кровом који је упоређиван са шаторима, кристалима, стеном и градом. Комплекс подсећа на апстрактну кубистичку скулптуру. Улазни хол, са ниским плафоном, задржан је у тами, како би олтар, осветљен великим витражима, био најсветлије место. Основа показује закривљени прилаз од улаза који се отвара према олтару. Унутрашњост је замишљена да личи на трг, пратећи концепте Другог ватиканског концила. То је био радикалан прелаз од богато украшених цркава са одвајањем олтара и заједнице. Интимни простори су доступни за приватну побожност: Gnadenkapelle (Капела милости) са сликом Богородице, Sakramentskapelle (Капела сакрамената) и Unterkirche (Доња црква) испод главне сале.

## Одлике
Бем је такође дизајнирао велике прозоре, као што су зелени Schlangenfenster (Змијски прозор) и црвена Rosenfenster (Розета), при чему је ружа понављајући мотив у целој грађевини. Mariensäule (Богородичин стуб) који држи слику Богородице, олтар и високи табернакул у којем се чува Евхаристија дело су Елмара Хилебранда, вајара из Келна.
Црква је првобитно имала електронске оргуље. Цевне оргуље су освећене у мају 2010. године. Првобитно их је 1976. године изградила компанија за израду оргуља Браћа Штокман из Верла, у Немачкој, за цркву Антонијускирхе у Хилдесхајму. Пренете су у Невигес 2010. године од стране компаније Оргелбау Зајферт из Кевелара и проширене са додатних шест регистара.

## Пријем
Архитекта је постао међународно познат по изградњи цркве у Невигесу, о којој се расправљало већ током фазе изградње, слично као оЦрква Светог Енгелберта (Келн-Рил) његовог оца у Келну 30 година раније. Црква у Невигесу и градска већница у Бенсбергу, која је грађена у исто време, сматрају се његовим најзрелијим бетонским грађевинама и биле су основа за доделу Прицкерове награде за архитектуру. Архитекта је остварио литургијску реформу ка заједници, учешћу и транспарентности у служби (Gemeinschaft, Mitwirkung und Transparenz im Gottesdienst). Црква у Невигесу постала је Бемово карактеристично дело. Сматра се једном од најважнијих „просторних креација” у архитектури 20. века.